# 土御門泰福
土御門泰福（日语：／ Tsuchimikado Yasutomi；1655年7月23日—1717年7月25日）是江户时代初期至中期的公卿（非参議）和陰陽師。他是土御門泰廣的儿子，也是叔叔土御門隆俊的养子，但也有不同的说法认为他的亲生父亲是隆俊或泰重（泰廣和隆俊的父亲）。他的官位是從二位。一般认为他是土御門神道的创始人。

## 家谱

### 家族
- 父亲：土御門泰廣或土御門隆俊、土御門泰重
- 母亲：織田信重之女？
- 养父：土御門隆俊
- 妻子：不详
- 生母不明的孩子
  - 儿子：土御門泰誠（1677年-1691年）
  - 女儿：倉橋泰章室
  - 儿子：土御門泰連（1685年-1752年）-正四位下，治部卿
  - 儿子：土御門泰邦（1711年-1784年）
  - 儿子：土御門泰豊
  - 儿子：繁原有名

### 后裔
通过土御门泰福传承至今的安倍晴明的男系血脉在宇多源氏綾小路家的子孙倉橋有儀（1738年-1784年）以及其子倉橋泰栄（1758年-1806年）被收为土御门家的养子后断绝。
另一方面，泰福的女儿成为倉橋泰章（土御門久修的第五代男系子孙）的妻子，而泰章的女儿又成为萩原員領的妻子，并留下子嗣，因此，虽然安倍晴明和土御门泰福的血脉是通过女系传承，但包括萩原家在内的几个堂上家和華族的后代中仍然延续。